# Солодкий Вадим Петрович
Вадим Петрович Солодкий (5 серпня 1970 — 9 березня 2022) — український футболіст, який грав на позиції нападника. Відомий насамперед виступами за луцьку «Волинь» і донецький «Металург» у вищій лізі чемпіонату України, також за тираспольський «Шериф» у вищому дивізіоні Молдови. По закінченні футбольної кар'єри працював дитячим тренером у Донецьку. Був примусово «мобілізований» до лав «армії  так званої ДНР», загинув під час бойових дій під час російсько-української війни..

## Клубна кар'єра
Вадим Солодкий є вихованцем ДЮСШ донецького «Шахтаря». Дебютував у команді майстрів молодий футболіст у сезоні 1993—1994, коли став гравцем клубу «Бажановець» із Макіївки, яка грала у другій українській лізі. Цей сезон став успішним для макіївського клубу, за підсумками сезону команда зайняла друге місце та вийшла до першої ліги, але Вадим Солодкий провів у цій першості лише 3 матчі. Проте після вдало проведеного сезону футболіст разом із партнером по команді Валерієм Ломакіним отримав запрошення від вищолігового клубу — луцької «Волині». Хоча лучани тоді переживали не найкращі часи, у команді вже відчували брак коштів і «Волинь» у цьому сезоні боролася лише за збереження місця у вищій лізі, Солодкий швидко вписався в основний склад команди та відразу ж став кращим її бомбардиром у сезоні, відзначившись у 21 проведеному матчі 7-ма забитими м'ячами. Наступний сезон став невдалим для луцького клубу: команда зайняла передостаннє місце в чемпіонаті та вибула до першої ліги. Вадим відіграв за луцький клуб у другому для себе сезоні 23 матчі, у яких відзначився 3-ма забитими м'ячами, та ще до закінчення першості перейшов у новостворену команду другої ліги — донецький «Металург». У другій лізі Солодкий відіграв 2 матчі чемпіонату. Оскільки «Металург» зайняв 2 місце в групі другої ліги, він повинен був зіграти стиковий матч із командою, яка зайняла друге місце в іншій групі за місце в першій лізі, яке звільнилось після відмови від участі у змаганнях кременчуцького «Нафтохіміка». Цією командою став херсонський «Кристал». Донецький клуб переграв херсонців із рахунком 3-1 і також вийшов у першу лігу. У цьому матчі Вадим грав у основі до 72 хвилини, після якої був замінений на Олександра Столярова. У першій лізі донецький клуб у напруженій боротьбі з луцькою «Волинню» та «Динамо-2» несподівано виграв першість та здобув путівку до вищої ліги. Солодкий у цьому сезоні був одним із основних форвардів клубу та зумів відзначитись 13-ма забитими м'ячами в 45-ти проведених матчах. Наступного сезону «Металург» дебютував у вищій українській лізі, а Вадим Солодкий у гостьовому матчі з київським «Динамо» забив переможний для донецького клубу м'яч. Проте він уже не був основним гравцем клубу і наступний сезон футболіст розпочав у тираспольському «Шерифі» у вищому дивізіоні Молдови. У придністровському клубі український нападник грав усього півроку, після чого повернувся до «Металурга». Цей сезон виявився невдалим для донецької команди, яка лише в останніх турах врятувалась від вильоту до першої ліги. Вадим Солодкий грав у «Металурзі» лише півроку. після чого повернувся до «Шерифа». Цього разу українець зіграв за тираспольський клуб лише 4 матчі та покинув його. Солодкий повернувся до Донецька і деякий час грав за аматорський клуб «Моноліт» з Костянтинівки.
Узимку 2002 року Вадим Солодкий на запрошення відомого тренера Віталія Кварцяного знову став гравцем луцького клубу, який тоді мав назву СК «Волинь-1» і завдання на сезон: повернутися до вищої ліги. За половину першості форвард зіграв 10 матчів, у яких відзначився одним забитим м'ячем і разом з іншими товаришами по команді став переможцем турніру першої ліги. Проте Солодкий не продовжив контракт із луцьким клубом, а вирішив продовжити грати в першій лізі та вирушив до ужгородського «Закарпаття». У цій команді донеччанин грав до липня 2003 року в першій лізі та зіграв за ужгородців 28 матчів у чемпіонаті України. Опісля повернувся до Донецька, у 2006 році грав у другій лізі за «Олімпік», після чого завершив кар'єру футболіста.

## Після закінчення кар'єри футболіста
Після завершення виступів на футбольних полях Вадим Солодкий працював дитячим тренером у системі донецького «Олімпіка». Після окупації Донецька працював вчителем фізичної культури у школі №125. У 2018 виконував функції члена так званої «виборчої комісії» під час "виборів" голови ДНР.

## Смерть
За даними російського спортивного коментатора Олексія Андронова, під час російсько-української війни у 2022 році Вадим Солодкий та інший відомий в минулому футболіст Олександр Воскобойник були «мобілізувані» до лав так званої «армії ДНР». Під час бойових дій проти української армії Вадим Солодкий загинув 9 березня 2022 року у смт. Сартана Донецької області, а Воскобойник отримав важкі поранення.

## Досягнення
- Переможець Першої ліги України: 1996–1997, 2001–2002.